# Беннетт, Уэнделл
Уэнделл Кларк Беннетт (англ. Wendell C. (Clark) Bennett, 17.08.1905, Марион, Индиана — 06.09.1953) — американский археолог. Профессор Йеля.
Окончил Чикагский университет (1927), там же получил степени магистра искусств (1929) и д-ра философии (1930).
В 1932 году совершил находку монолита, названного его именем (es:Monolito Bennett), и поныне являющегося самой высокой найденной скульптурой в Андах (7,3 м).
До 1938 года работал в Американском музее естественной истории.
Затем в 1938-1940 годах профессор антропологии в Висконсинском университете, а с 1940 года профессор Йеля (полный с 1945 года) и с 1949 года глава департамента антропологии.
В 1952 году президент Американской антропологической ассоциации.
Умер от сердечного приступа во время плавания.
Был женат с 1935 года.